# Jardin de la Gare de Reuilly - Julien Lauprêtre
Der Jardin de la Gare-de-Reuilly (jetzt Jardin de la Gare-de-Reuilly - Julien Lauprêtre) ist eine Grünanlage im 12. Arrondissement von Paris.

## Lage
Der Eingang befindet sich in der Rue Paul Dukas, auf der Rückseite des ehemaligen Gare de Reuilly.

## Namensursprung
Da der Garten um den ehemaligen Bahnhof von Reuilly angelegt wurde, hat er auch seinen Namen. Nach einer Abstimmung des Stadtrates von Paris im Dezember 2019 soll der Park den Namenszusatz Julien Lauprêtre bekommen, womit man den Widerstandskämpfer und Präsidenten des Secours populaire français ehren will. Die Umbenennung wurde am 6. Oktober 2022 von der damaligen Pariser Bürgermeisterin, Anne Hidalgo, vorgenommen.

## Geschichte
Der Garten wurde 1995 angelegt. Das ehemalige Bahnhofsgebäude wird von der Stadt genutzt.

## Einzelnachweis
1. ↑  www.mairie12.paris.fr/